# Кобрин (станція)
Ко́брин (біл. Кобрын) — станція Берестейського відділення Білоруської залізниці в Кобринському районі Берестейської області. Розташована в місті Кобрині.